# Paratjal Rimada
Paratjal Rimada es un cultivar de higuera de tipo higo común Ficus carica, unífera de higos de epidermis con variegación, cuando verdes con color de fondo amarillo con rayas verdes longitudinales, que cuando maduran las rayas se difuminan en color morado rojizo y el color de fondo morado rojizo, teniendo una apariencia a la variedad 'Paratjal'. Se cultiva en la colección de higueras de Montserrat Pons i Boscana en Llucmajor, Islas Baleares.

## Sinonimia
- „Pelejal Rayada“ en Andalucía,[3][5][6]

## Historia
Actualmente la cultiva en su colección de higueras baleares Montserrat Pons i Boscana, rescatada de un ejemplar o higuera madre en "son Peixet" en un terreno propiedad de Miquel Julià i Vidal al lado de "son Quartera" en "La Marina" de Llucmajor.
En cuanto al origen de su denominación, es por ser un higo que cuando son verdes tienen  color de fondo amarillo con rayas verdes longitudinales, que cuando maduran las rayas se difuminan en color morado rojizo y el color de fondo morado rojizo, teniendo una apariencia a la variedad 'Paratjal'.

## Características
La higuera 'Paratjal Rimada' es una variedad unífera de tipo higo común. Árbol de mediano desarrollo, con copa alargada, y el ramaje estirado. Sus hojas con 3 lóbulos (95%) y con 5 lóbulos (5%). Sus hojas con dientes presentes y márgenes serrados. Los higos 'Paratjal Rimada' tienen una forma esférica, un poco redondeados, grandes, con poca facilidad de desprendimiento. La yema apical es cónica verde anaranjado.
Los higos 'Paratjal Rimada' son de unos 44 gramos en promedio, de epidermis de grosor mediano, áspera, con poca facilidad de pelado, de color de fondo morado rojizo con sobre color morado marronáceo. Ostiolo de 1 a 3 mm con escamas pequeñas rosadas. Pedúnculo de 7 a 10 mm cilíndrico verde amarillento. Grietas reticulares y longitudinales marcadas. Costillas poco marcadas. Con un ºBrix (grado de azúcar) de 27, sabor dulce y jugoso, con firmeza media, con color de la pulpa rojo oscuro. Con cavidad interna mediana, con pocos aquenios medianos. Los higos maduran sobre el 26 de agosto a 6 de octubre, siendo muy productiva. Son medianamente resistentes a la lluvia y a los rocíos.

## Cultivo  y usos
'Paratjal Rimada', está considerada como una subvariedad del higo 'Paratjal', poco cultivada y utilizada para consumo de higos en fresco y como ornamental en jardinería. Se está tratando de recuperar su cultivo, de ejemplares cultivados en la colección de higueras baleares de Montserrat Pons i Boscana en Llucmajor.